# Un (Shamli)
Un (ook wel gespeld als Unn) is een nagar panchayat (plaats) in het district Shamli van de Indiase staat Uttar Pradesh.

## Demografie
Volgens de Indiase volkstelling van 2001 wonen er 14.548 mensen in Un, waarvan 55% mannelijk en 45% vrouwelijk is. De plaats heeft een alfabetiseringsgraad van 58%.